# Aldrovandia phalacra
Aldrovandia phalacra es una especie de pez del género Aldrovandia, familia Halosauridae. Fue descrita científicamente por Vaillant en 1888.
Se distribuye por el Atlántico Occidental: Nueva Inglaterra, EE. UU. hasta Bahamas y frente al sur de Brasil. Atlántico Oriental: al norte de Portugal hasta Guinea y frente a Sudáfrica. Pacífico Oriental: Hawái y Chile. Océano Índico Occidental: al sur de la India. Océano Índico Oriental: Australia Occidental. La longitud total (TL) es de 50 centímetros. Habita en islas y taludes continentales, también es posible que frecuente las zonas batiales a abisales. Su dieta se compone de anfípodos, misidáceos, copépodos y poliquetos.
Está clasificada como una especie marina inofensiva para el ser humano.